# 巴姆布爾比 (加利福尼亞州)
巴姆布爾比（英語：Bumblebee）是位於美國加利福尼亞州圖奧勒米縣的一個非建制地區。該地的面積和人口皆未知。

## 地理
巴姆布爾比的座標為38°13′35″N 119°59′50″W / 38.22639°N 119.99722°W，而該地的平均海拔高度為1780米（即5480英尺）。